# Abax sallei
Abax sallei är en skalbaggsart som beskrevs av Thomas Casey. Abax sallei ingår i släktet Abax och familjen jordlöpare. Inga underarter finns listade i Catalogue of Life.